# Qualificatórias para o Campeonato Europeu de Voleibol Masculino de 2023
Este artigo mostra a fase de qualificação para o Campeonato Europeu de Voleibol Masculino de 2023. Ao total, 25 equipes disputaram a fase de qualificação, que ocorreu de 3 a 21 de agosto de 2022, qualificando para a fase principal do torneio os vencedores de cada grupo e os 5 melhores segundos colocados.

## Regulamento
A fase qualificatória do Campeonato Europeu de 2023 foi divido em sete grupos com três ou quatro equipes jogando entre si partidas de ida e volta. Como houve um número diferente de equipes nas sete chaves, os resultados das partidas disputadas com as equipes terminando em último nas chaves de quatro foram descartados para determinar os cinco melhores segundos colocados em todas as chaves.

## Equipes participantes
Os grupos foram definidos de acordo com o ranking da CEV de 1 de janeiro de 2022. As classificações são mostradas entre parênteses. Entre parênteses está a posição de cada equipe antes do início da competição.
| Grupo A         | Grupo B        | Grupo C          | Grupo D         | Grupo E      | Grupo F         | Grupo G                   |
| --------------- | -------------- | ---------------- | --------------- | ------------ | --------------- | ------------------------- |
| Turquia (9)     | Finlândia (12) | Bélgica (13)     | Portugal (15)   | Croácia (16) | Eslováquia (18) | Romênia (19)              |
| Azerbaijão (28) | Letônia (26)   | Estônia (25)     | Montenegro (24) | Grécia (22)  | Espanha (21)    | Suíça (20)                |
| Dinamarca (29)  | Áustria (30)   | Israel (31)      | Luxemburgo (32) | Noruega (33) | Hungria (34)    | Bósnia e Herzegovina (35) |
|                 |                | Ilhas Feroé (43) | Islândia (39)   | Chipre (38)  | Geórgia (36)    | Albânia (37)              |

## Critérios de classificação nos grupos
1. Número de vitórias;
2. Pontos;
3. Razão de sets;
4. Razão de pontos;
5. Resultado da última partida entre os times empatados.

- Placar de 3–0 ou 3–1: 3 pontos para o vencedor, nenhum para o perdedor;
- Placar de 3–2: 2 pontos para o vencedor, 1 para o perdedor.

## Resultados
- As partidas seguem o horário local.

|  | Qualificado para o Campeonato Europeu de 2023 |

### Grupo A
|     |            |     | Jogos | Jogos | Jogos | Resultados | Resultados | Resultados | Resultados | Resultados | Resultados | Sets | Sets | Sets  | Pontos | Pontos | Pontos |
| Pos | Equipe     | Pts | T     | V     | D     | 3–0        | 3–1        | 3–2        | 2–3        | 1–3        | 0–3        | V    | P    | R     | V      | P      | R      |
| --- | ---------- | --- | ----- | ----- | ----- | ---------- | ---------- | ---------- | ---------- | ---------- | ---------- | ---- | ---- | ----- | ------ | ------ | ------ |
| 1   | Turquia    | 10  | 4     | 3     | 1     | 2          | 1          | 0          | 1          | 0          | 0          | 11   | 4    | 2.750 | 349    | 278    | 1.255  |
| 2   | Dinamarca  | 8   | 4     | 3     | 1     | 1          | 1          | 1          | 0          | 1          | 0          | 10   | 6    | 1.667 | 354    | 331    | 1.069  |
| 3   | Azerbaijão | 0   | 4     | 0     | 4     | 0          | 0          | 0          | 0          | 1          | 3          | 1    | 12   | 0.083 | 229    | 323    | 0.709  |

| Data   | Hora  |            | Placar |            | Set 1 | Set 2 | Set 3 | Set 4 | Set 5 | Total   | Relatório |
| ------ | ----- | ---------- | ------ | ---------- | ----- | ----- | ----- | ----- | ----- | ------- | --------- |
| 3 ago  | 18:00 | Azerbaijão | 1–3    | Dinamarca  | 22–25 | 25–23 | 16–25 | 16–25 |       | 79–98   | Relatório |
| 6 ago  | 17:30 | Azerbaijão | 0–3    | Turquia    | 11–25 | 20–25 | 16–25 |       |       | 47–75   | Relatório |
| 10 ago | 17:30 | Turquia    | 3–1    | Dinamarca  | 19–25 | 25–16 | 25–22 | 25–11 |       | 94–74   | Relatório |
| 14 ago | 17:00 | Dinamarca  | 3–2    | Turquia    | 25–20 | 19–25 | 28–26 | 20–25 | 15–9  | 107–105 | Relatório |
| 17 ago | 17:30 | Turquia    | 3–0    | Azerbaijão | 25–15 | 25–16 | 25–19 |       |       | 75–50   | Relatório |
| 20 ago | 19:00 | Dinamarca  | 3–0    | Azerbaijão | 25–19 | 25–19 | 25–15 |       |       | 75–53   | Relatório |

### Grupo B
|     |           |     | Jogos | Jogos | Jogos | Resultados | Resultados | Resultados | Resultados | Resultados | Resultados | Sets | Sets | Sets  | Pontos | Pontos | Pontos |
| Pos | Equipe    | Pts | T     | V     | D     | 3–0        | 3–1        | 3–2        | 2–3        | 1–3        | 0–3        | V    | P    | R     | V      | P      | R      |
| --- | --------- | --- | ----- | ----- | ----- | ---------- | ---------- | ---------- | ---------- | ---------- | ---------- | ---- | ---- | ----- | ------ | ------ | ------ |
| 1   | Finlândia | 11  | 4     | 4     | 0     | 1          | 2          | 1          | 0          | 0          | 0          | 12   | 4    | 3,000 | 377    | 318    | 1.186  |
| 2   | Letônia   | 5   | 4     | 2     | 2     | 0          | 1          | 1          | 0          | 1          | 1          | 7    | 9    | 0.778 | 339    | 365    | 0.929  |
| 3   | Áustria   | 2   | 4     | 0     | 4     | 0          | 0          | 0          | 2          | 2          | 0          | 6    | 12   | 0.500 | 380    | 413    | 0.920  |

| Data   | Hora  |           | Placar |           | Set 1 | Set 2 | Set 3 | Set 4 | Set 5 | Total   | Relatório |
| ------ | ----- | --------- | ------ | --------- | ----- | ----- | ----- | ----- | ----- | ------- | --------- |
| 3 ago  | 20:25 | Áustria   | 1–3    | Letônia   | 19–25 | 25–21 | 22–25 | 23–25 |       | 89–96   | Relatório |
| 6 ago  | 18:00 | Letônia   | 1–3    | Finlândia | 17–25 | 19–25 | 25–20 | 22–25 |       | 83–95   | Relatório |
| 10 ago | 19:00 | Finlândia | 3–1    | Áustria   | 25–21 | 23–25 | 25–16 | 25–17 |       | 98–79   | Relatório |
| 14 ago | 20:25 | Áustria   | 2–3    | Finlândia | 20–25 | 25–23 | 25–21 | 23–25 | 13–15 | 106–109 | Relatório |
| 17 ago | 18:30 | Finlândia | 3–0    | Letônia   | 25–18 | 25–17 | 25–15 |       |       | 75–50   | Relatório |
| 21 ago | 17:00 | Letônia   | 3–2    | Áustria   | 23–25 | 21–25 | 25–20 | 26–24 | 15–12 | 110–106 | Relatório |

### Grupo C
|     |             |     | Jogos | Jogos | Jogos | Resultados | Resultados | Resultados | Resultados | Resultados | Resultados | Sets | Sets | Sets  | Pontos | Pontos | Pontos |
| Pos | Equipe      | Pts | T     | V     | D     | 3–0        | 3–1        | 3–2        | 2–3        | 1–3        | 0–3        | V    | P    | R     | V      | P      | R      |
| --- | ----------- | --- | ----- | ----- | ----- | ---------- | ---------- | ---------- | ---------- | ---------- | ---------- | ---- | ---- | ----- | ------ | ------ | ------ |
| 1   | Bélgica     | 11  | 4     | 4     | 0     | 3          | 0          | 1          | 0          | 0          | 0          | 12   | 2    | 6,000 | 340    | 254    | 1.339  |
| 2   | Estônia     | 7   | 4     | 2     | 2     | 2          | 0          | 0          | 1          | 0          | 1          | 8    | 6    | 1.333 | 321    | 266    | 1.207  |
| 3   | Ilhas Feroé | 0   | 4     | 0     | 4     | 0          | 0          | 0          | 0          | 0          | 4          | 0    | 12   | 0,000 | 159    | 300    | 0.530  |

| Data   | Hora  |             | Placar |             | Set 1 | Set 2 | Set 3 | Set 4 | Set 5 | Total   | Relatório |
| ------ | ----- | ----------- | ------ | ----------- | ----- | ----- | ----- | ----- | ----- | ------- | --------- |
| 3 ago  | 20:00 | Bélgica     | 3–0    | Ilhas Feroé | 25–7  | 25–15 | 25–9  |       |       | 75–31   | Relatório |
| 7 ago  | 16:00 | Estônia     | 2–3    | Bélgica     | 25–22 | 19–25 | 24–26 | 26–24 | 16–18 | 110–115 | Relatório |
| 10 ago | 19:00 | Ilhas Feroé | 0–3    | Estônia     | 11–25 | 7–25  | 15–25 |       |       | 33–75   | Relatório |
| 13 ago | 18:00 | Estônia     | 3–0    | Ilhas Feroé | 25–12 | 25–16 | 25–15 |       |       | 75–43   | Relatório |
| 17 ago | 20:00 | Bélgica     | 3–0    | Estônia     | 25–17 | 25–22 | 25–22 |       |       | 75–61   | Relatório |
| 21 ago | 17:00 | Ilhas Feroé | 0–3    | Bélgica     | 16–25 | 16–25 | 20–25 |       |       | 52–75   | Relatório |

### Grupo D
|     |            |     | Jogos | Jogos | Jogos | Resultados | Resultados | Resultados | Resultados | Resultados | Resultados | Sets | Sets | Sets  | Pontos | Pontos | Pontos |
| Pos | Equipe     | Pts | T     | V     | D     | 3–0        | 3–1        | 3–2        | 2–3        | 1–3        | 0–3        | V    | P    | R     | V      | P      | R      |
| --- | ---------- | --- | ----- | ----- | ----- | ---------- | ---------- | ---------- | ---------- | ---------- | ---------- | ---- | ---- | ----- | ------ | ------ | ------ |
| 1   | Portugal   | 16  | 6     | 5     | 1     | 5          | 0          | 0          | 1          | 0          | 0          | 17   | 3    | 5.667 | 484    | 347    | 1.395  |
| 2   | Montenegro | 14  | 6     | 5     | 1     | 3          | 1          | 1          | 0          | 0          | 1          | 15   | 6    | 2.500 | 490    | 413    | 1.186  |
| 3   | Luxemburgo | 6   | 6     | 2     | 4     | 2          | 0          | 0          | 0          | 1          | 3          | 7    | 12   | 0.583 | 390    | 456    | 0.855  |
| 4   | Islândia   | 0   | 6     | 0     | 6     | 0          | 0          | 0          | 0          | 0          | 6          | 0    | 18   | 0,000 | 305    | 453    | 0.673  |

| Data   | Hora  |            | Placar |            | Set 1 | Set 2 | Set 3 | Set 4 | Set 5 | Total   | Relatório |
| ------ | ----- | ---------- | ------ | ---------- | ----- | ----- | ----- | ----- | ----- | ------- | --------- |
| 3 ago  | 18:00 | Montenegro | 3–0    | Luxemburgo | 25–15 | 25–14 | 25–17 |       |       | 75–46   | Relatório |
| 3 ago  | 21:00 | Portugal   | 3–0    | Islândia   | 25–14 | 25–16 | 25–10 |       |       | 75–40   | Relatório |
| 7 ago  | 15:00 | Islândia   | 0–3    | Luxemburgo | 18–25 | 20–25 | 24–26 |       |       | 62–76   | Relatório |
| 7 ago  | 17:30 | Montenegro | 3–2    | Portugal   | 21–25 | 25–22 | 25–20 | 25–27 | 15–13 | 111–107 | Relatório |
| 10 ago | 18:00 | Montenegro | 3–0    | Islândia   | 25–15 | 25–10 | 25–16 |       |       | 75–41   | Relatório |
| 10 ago | 21:00 | Portugal   | 3–0    | Luxemburgo | 25–19 | 25–16 | 25–16 |       |       | 75–51   | Relatório |
| 13 ago | 19:00 | Luxemburgo | 0–3    | Portugal   | 17–25 | 16–25 | 20–25 |       |       | 53–75   | Relatório |
| 14 ago | 15:00 | Islândia   | 0–3    | Montenegro | 21–25 | 18–25 | 16–25 |       |       | 55–75   | Relatório |
| 17 ago | 19:00 | Luxemburgo | 3–0    | Islândia   | 27–25 | 25–20 | 25–22 |       |       | 77–67   | Relatório |
| 17 ago | 21:00 | Portugal   | 3–0    | Montenegro | 27–25 | 25–15 | 25–12 |       |       | 77–52   | Relatório |
| 20 ago | 19:00 | Luxemburgo | 1–3    | Montenegro | 25–27 | 22–25 | 27–25 | 13–25 |       | 87–102  | Relatório |
| 21 ago | 15:00 | Islândia   | 0–3    | Portugal   | 12–25 | 12–25 | 17–25 |       |       | 41–75   | Relatório |

### Grupo E
|     |         |     | Jogos | Jogos | Jogos | Resultados | Resultados | Resultados | Resultados | Resultados | Resultados | Sets | Sets | Sets  | Pontos | Pontos | Pontos |
| Pos | Equipe  | Pts | T     | V     | D     | 3–0        | 3–1        | 3–2        | 2–3        | 1–3        | 0–3        | V    | P    | R     | V      | P      | R      |
| --- | ------- | --- | ----- | ----- | ----- | ---------- | ---------- | ---------- | ---------- | ---------- | ---------- | ---- | ---- | ----- | ------ | ------ | ------ |
| 1   | Grécia  | 17  | 6     | 6     | 0     | 4          | 1          | 1          | 0          | 0          | 0          | 18   | 3    | 6,000 | 0      | 0      | MAX    |
| 2   | Croácia | 12  | 6     | 4     | 2     | 4          | 0          | 0          | 0          | 1          | 1          | 13   | 6    | 2.167 | 0      | 0      | MAX    |
| 3   | Chipre  | 6   | 6     | 2     | 4     | 2          | 0          | 0          | 0          | 0          | 4          | 6    | 12   | 0.500 | 0      | 0      | MAX    |
| 4   | Noruega | 1   | 6     | 0     | 6     | 0          | 0          | 0          | 1          | 0          | 5          | 2    | 18   | 0.111 | 0      | 0      | MAX    |

| Data   | Hora  |         | Placar |         | Set 1 | Set 2 | Set 3 | Set 4 | Set 5 | Total   | Relatório |
| ------ | ----- | ------- | ------ | ------- | ----- | ----- | ----- | ----- | ----- | ------- | --------- |
| 3 ago  | 18:00 | Noruega | 2–3    | Grécia  | 25–19 | 27–25 | 23–25 | 21–25 | 9–15  | 105–109 | Relatório |
| 3 ago  | 19:00 | Croácia | 3–0    | Chipre  | 25–20 | 25–16 | 25–13 |       |       | 75–49   | Relatório |
| 6 ago  | 20:00 | Chipre  | 3–0    | Noruega | 25–19 | 27–25 | 25–21 |       |       | 77–65   | Relatório |
| 7 ago  | 20:30 | Grécia  | 3–0    | Croácia | 25–12 | 25–23 | 25–15 |       |       | 75–50   | Relatório |
| 10 ago | 19:00 | Croácia | 3–0    | Noruega | 25–21 | 25–18 | 25–19 |       |       | 75–58   | Relatório |
| 10 ago | 20:30 | Grécia  | 3–0    | Chipre  | 25–19 | 25–19 | 25–19 |       |       | 75–57   | Relatório |
| 13 ago | 20:00 | Chipre  | 0–3    | Grécia  | 23–25 | 17–25 | 20–25 |       |       | 60–75   | Relatório |
| 14 ago | 16:00 | Noruega | 0–3    | Croácia | 18–25 | 19–25 | 17–25 |       |       | 54–75   | Relatório |
| 17 ago | 18:00 | Noruega | 0–3    | Chipre  | 22–25 | 24–26 | 23–25 |       |       | 69–76   | Relatório |
| 17 ago | 19:00 | Croácia | 1–3    | Grécia  | 25–23 | 22–25 | 22–25 | 26–28 |       | 95–101  | Relatório |
| 20 ago | 20:00 | Chipre  | 0–3    | Croácia | 14–25 | 21–25 | 17–25 |       |       | 52–75   | Relatório |
| 21 ago | 20:30 | Grécia  | 3–0    | Noruega | 26–24 | 25–17 | 25–18 |       |       | 76–59   | Relatório |

### Grupo F
|     |            |     | Jogos | Jogos | Jogos | Resultados | Resultados | Resultados | Resultados | Resultados | Resultados | Sets | Sets | Sets  | Pontos | Pontos | Pontos |
| Pos | Equipe     | Pts | T     | V     | D     | 3–0        | 3–1        | 3–2        | 2–3        | 1–3        | 0–3        | V    | P    | R     | V      | P      | R      |
| --- | ---------- | --- | ----- | ----- | ----- | ---------- | ---------- | ---------- | ---------- | ---------- | ---------- | ---- | ---- | ----- | ------ | ------ | ------ |
| 1   | Espanha    | 17  | 6     | 6     | 0     | 4          | 1          | 1          | 0          | 0          | 0          | 18   | 3    | 6,000 | 502    | 370    | 1.357  |
| 2   | Eslováquia | 12  | 6     | 4     | 2     | 3          | 1          | 0          | 0          | 1          | 1          | 13   | 7    | 1.857 | 465    | 402    | 1.157  |
| 3   | Hungria    | 7   | 6     | 2     | 4     | 2          | 0          | 0          | 1          | 1          | 2          | 9    | 12   | 0.750 | 453    | 435    | 1.041  |
| 4   | Geórgia    | 0   | 6     | 0     | 6     | 0          | 0          | 0          | 0          | 0          | 6          | 0    | 18   | 0,000 | 237    | 450    | 0.527  |

| Data   | Hora  |            | Placar |            | Set 1 | Set 2 | Set 3 | Set 4 | Set 5 | Total  | Relatório |
| ------ | ----- | ---------- | ------ | ---------- | ----- | ----- | ----- | ----- | ----- | ------ | --------- |
| 3 ago  | 17:00 | Hungria    | 2–3    | Espanha    | 17–25 | 25–19 | 25–23 | 23–25 | 8–15  | 98–107 | Relatório |
| 3 ago  | 18:00 | Eslováquia | 3–0    | Geórgia    | 25–14 | 25–21 | 25–9  |       |       | 75–44  | Relatório |
| 6 ago  | 17:00 | Geórgia    | 0–3    | Hungria    | 12–25 | 17–25 | 13–25 |       |       | 42–75  | Relatório |
| 7 ago  | 20:00 | Espanha    | 3–0    | Eslováquia | 25–18 | 25–20 | 25–18 |       |       | 75–56  | Relatório |
| 10 ago | 18:00 | Eslováquia | 3–0    | Hungria    | 25–20 | 25–22 | 25–22 |       |       | 75–64  | Relatório |
| 10 ago | 20:00 | Espanha    | 3–0    | Geórgia    | 25–5  | 25–14 | 25–15 |       |       | 75–34  | Relatório |
| 13 ago | 17:00 | Geórgia    | 0–3    | Espanha    | 9–25  | 10–25 | 17–25 |       |       | 36–75  | Relatório |
| 13 ago | 18:00 | Hungria    | 1–3    | Eslováquia | 21–25 | 16–25 | 25–22 | 20–25 |       | 82–97  | Relatório |
| 17 ago | 18:00 | Eslováquia | 1–3    | Espanha    | 21–25 | 25–19 | 20–25 | 21–25 |       | 87–94  | Relatório |
| 17 ago | 18:00 | Hungria    | 3–0    | Geórgia    | 25–14 | 25–13 | 25–11 |       |       | 75–38  | Relatório |
| 20 ago | 17:00 | Geórgia    | 0–3    | Eslováquia | 12–25 | 15–25 | 16–25 |       |       | 43–75  | Relatório |
| 21 ago | 20:00 | Espanha    | 3–0    | Hungria    | 25–20 | 25–15 | 26–24 |       |       | 76–59  | Relatório |

### Grupo G
|     |                      |     | Jogos | Jogos | Jogos | Resultados | Resultados | Resultados | Resultados | Resultados | Resultados | Sets | Sets | Sets  | Pontos | Pontos | Pontos |
| Pos | Equipe               | Pts | T     | V     | D     | 3–0        | 3–1        | 3–2        | 2–3        | 1–3        | 0–3        | V    | P    | R     | V      | P      | R      |
| --- | -------------------- | --- | ----- | ----- | ----- | ---------- | ---------- | ---------- | ---------- | ---------- | ---------- | ---- | ---- | ----- | ------ | ------ | ------ |
| 1   | Romênia              | 15  | 6     | 5     | 1     | 3          | 1          | 1          | 1          | 0          | 0          | 17   | 6    | 2.833 | 524    | 443    | 1.183  |
| 2   | Suíça                | 15  | 6     | 5     | 1     | 2          | 2          | 1          | 1          | 0          | 0          | 17   | 7    | 2.429 | 555    | 472    | 1.176  |
| 3   | Bósnia e Herzegovina | 4   | 6     | 1     | 5     | 0          | 1          | 0          | 1          | 2          | 2          | 7    | 16   | 0.438 | 480    | 513    | 0.936  |
| 4   | Albânia              | 2   | 6     | 1     | 5     | 0          | 0          | 1          | 0          | 2          | 3          | 5    | 17   | 0.294 | 394    | 525    | 0.750  |

| Data   | Hora  |                      | Placar |                      | Set 1 | Set 2 | Set 3 | Set 4 | Set 5 | Total   | Relatório |
| ------ | ----- | -------------------- | ------ | -------------------- | ----- | ----- | ----- | ----- | ----- | ------- | --------- |
| 3 ago  | 17:00 | Romênia              | 3–0    | Albânia              | 25–16 | 25–15 | 25–16 |       |       | 75–47   | Relatório |
| 3 ago  | 20:00 | Bósnia e Herzegovina | 1–3    | Suíça                | 25–23 | 23–25 | 18–25 | 19–25 |       | 85–98   | Relatório |
| 6 ago  | 19:00 | Bósnia e Herzegovina | 2–3    | Albânia              | 25–19 | 25–11 | 22–25 | 21–25 | 13–15 | 106–95  | Relatório |
| 7 ago  | 17:30 | Suíça                | 3–2    | Romênia              | 26–24 | 18–25 | 23–25 | 25–23 | 15–8  | 107–105 | Relatório |
| 7 ago  | 19:00 | Albânia              | 1–3    | Bósnia e Herzegovina | 18–25 | 18–25 | 25–21 | 15–25 |       | 76–96   | Relatório |
| 10 ago | 17:00 | Romênia              | 3–1    | Bósnia e Herzegovina | 25–20 | 19–25 | 25–16 | 25–20 |       | 94–81   | Relatório |
| 10 ago | 19:30 | Suíça                | 3–1    | Albânia              | 23–25 | 25–20 | 25–16 | 25–10 |       | 98–71   | Relatório |
| 11 ago | 17:00 | Bósnia e Herzegovina | 0–3    | Romênia              | 20–25 | 17–25 | 20–25 |       |       | 57–75   | Relatório |
| 13 ago | 19:00 | Albânia              | 0–3    | Suíça                | 19–25 | 15–25 | 22–25 |       |       | 56–75   | Relatório |
| 17 ago | 17:00 | Romênia              | 3–2    | Suíça                | 25–22 | 17–25 | 25–19 | 18–25 | 15–11 | 100–102 | Relatório |
| 20 ago | 19:00 | Albânia              | 0–3    | Romênia              | 13–25 | 19–25 | 17–25 |       |       | 49–75   | Relatório |
| 21 ago | 17:30 | Suíça                | 3–0    | Bósnia e Herzegovina | 25–16 | 25–19 | 25–20 |       |       | 75–55   | Relatório |